# Нетто, Ирена
Ирена Нетто (пол. Irena Netto; 19 октября 1899 — 13 марта 1992) — польская актриса театра и кино.

## Биография
Ирена Нетто родилась 19 октября 1899 г. в Домброва-Гурниче. Дебютировала в театре в 1920. В 1922 году окончила Драматическое отделение у Варшавской консерватории. Актриса театров в Варшаве, Торуне, Катовице, Познани и Вроцлаве.
Умерла 13 марта 1992 года в «Доме Актёра в Сколимуве» в городе Констанцин-Езёрна.

## Избранная фильмография
- 1946 — Запрещённые песенки / Zakazane piosenki
- 1953 — Трудная любовь / Trudna miłość
- 1954 — Автобус отходит в 6.20 / Autobus odjeżdża 6:20
- 1956 — Три женщины / Trzy kobiety
- 1958 — Таблетки для Аурелии / Pigułki dla Aurelii
- 1958 — Вольный город / Wolne miasto
- 1958 — Прощания / Pożegnania
- 1960 — Тысяча талеров / Tysiąc talarów
- 1960 — Стеклянная гора / Szklana góra
- 1961 — Расставание / Rozstanie
- 1961 — Дорога на запад / Droga na zachód
- 1961 — Самсон / Samson
- 1962 — Голос с того света / Głos z tamtego świata
- 1963 — Как быть любимой / Jak być kochaną
- 1963 — Крещённые огнём / Skąpani w ogniu
- 1965 — Нелюбимая / Niekochana
- 1966 — Если кто-нибудь знает / Ktokolwiek wie…
- 1967 — Убийца оставляет след / Morderca zostawia ślad
- 1967 — Долгая ночь / Długa noc
- 1969 — Красное и золотое / Czerwone i złote
- 1972 — Стеклянный шар / Szklana kula